# Камайоре
Камайоре (італ. Camaiore) — муніципалітет в Італії, у регіоні Тоскана,  провінція Лукка.
Камайоре розташоване на відстані близько 290 км на північний захід від Рима, 80 км на захід від Флоренції, 20 км на північний захід від Лукки.
Населення — 32 550 осіб (2014).
Щорічний фестиваль відбувається 1 червня. Покровитель — San Bernardino.

## Демографія
Населення за роками:

Станом на 1 січня 2023 року в муніципалітеті офіційно проживало 1836 іноземців з 80 країн, серед них 727 громадян країн Євросоюзу та 74 громадяни України.

## Сусідні муніципалітети
- Лукка
- Массароза
- Пескалья
- П'єтразанта
- Стаццема
- В'яреджо